# Weiser
Weiser é uma cidade localizada no estado americano de Idaho, no Condado de Washington.

## Demografia
Segundo o censo americano de 2000, a sua população era de 5343 habitantes.
Em 2006, foi estimada uma população de 5425, um aumento de 82 (1.5%).

## Geografia
De acordo com o United States Census Bureau tem uma área de
6,1 km², dos quais 6,1 km² cobertos por terra e 0,0 km² cobertos por água.

## Localidades na vizinhança
O diagrama seguinte representa as localidades num raio de 36 km ao redor de Weiser.